# Berengar

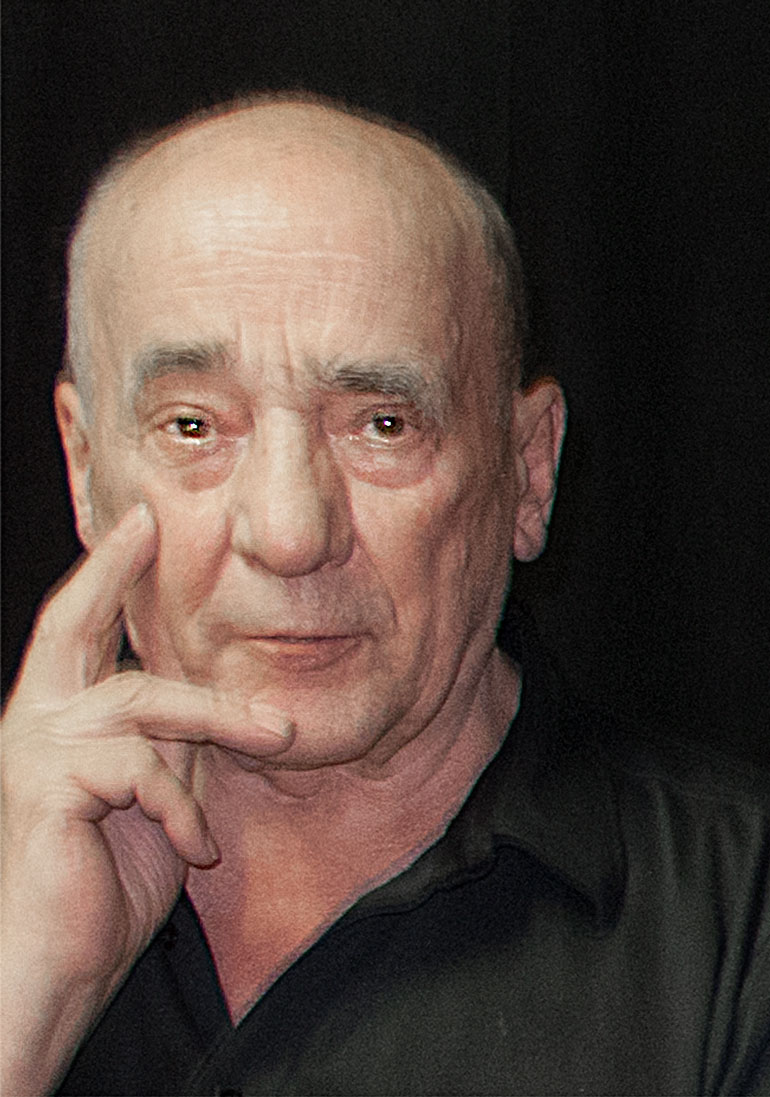
Berengar Laurer.

Berengar är ett mansnamn, som förekom ofta i adliga familjer under medeltiden. Berenguer är den spanska och katalanska formen av namnet, Berenguier/Berengier occitanska, Bérenger franska, och Berengario italienska. 
Det finns flera personer med namnet Berengar:
- Berengar I av Italien, kung av Italien 887-924, och kejsare av Heliga romerska riket av tysk nation
- Berengar II av Italien, Berengar av Ivrea (913-966), gjorde anspråk på att vara kung av Italien.
- Berengar I av Neustrien, markgreve av Neustrien under 800-talet
- Berengar II av Neustrien (d. 896), markgreve av Neustrien
- Berengar av Toulouse, Berengar den vise, markgreve av Septimania, greve av Barcelona, levde under 800-talet
- Berengar av Tours, medeltida teolog